# Griža
Gríža ali dizenterija je črevesna nalezljiva bolezen, za katero je značilna močna driska, ki jo pogosto spremlja kri v blatu.
Povzroča jo zaužitje mikroorganizmov z okuženo hrano ali vodo. Okužba povzroči vnetje črevesja, ki močno vpliva na celoten organizem.
Obstajata dva glavna tipa griže: bacilarna griža ali šigeloza, ki jo povzroča katerakoli vrsta bakterij iz rodu Shigella, ter amebna griža, ki jo povzroča ameba Entamoeba histolytica.